# Ängshätting
Ängshätting (Galerina graminea) är en svampart som först beskrevs av Josef Velenovský, och fick sitt nu gällande namn av Robert Kühner 1935. Enligt Catalogue of Life ingår Ängshätting i släktet Galerina,  och familjen Strophariaceae, men enligt Dyntaxa är tillhörigheten istället släktet Galerina,  och familjen buktryfflar. Arten är reproducerande i Sverige. Inga underarter finns listade i Catalogue of Life.